# Mamertyni

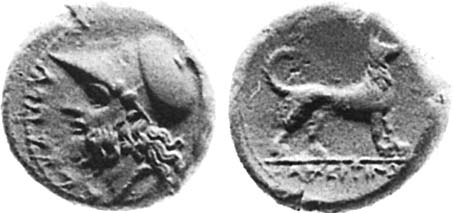
Moneta Mamertynów z podobizną Adranosa i psa.

Mamertyni (łac. Mamertini, synowie Marsa) – pochodzący z Samnium i Kampanii italscy najemnicy, słynni z walki w armii greckiej (dowodzonej przez Agatoklesa) przeciwko Kartagińczykom na Sycylii oraz opanowania Messany, w której ustanowili zbójeckie państwo i skąd przeprowadzali łupieżcze napady na miasta Sycylii.

## Opanowanie Messany
Po zakończeniu wojny z Kartaginą w 306 p.n.e. Agatokles, władca Syrakuz na Sycylii, sprowadził 10 tysięcy najemników z Kampanii, którzy po jego śmierci zajęli Messanę ok. 288 p.n.e. ale przed 283 p.n.e. po wygnaniu i wymordowaniu części mieszkańców oraz rozdzieleniu między siebie kobiet, dzieci i majątku ofiar. Stąd organizowali wyprawy łupieżcze w kierunku północnej i wschodniej Sycylii terroryzując okoliczne miasta greckie.
W 280 p.n.e. podjęli współpracę z Legio Campana, innym oddziałem Kampańczyków, którzy pod wodzą Wibeliusza Decjusza stacjonowali w Rhegium, położonym naprzeciw Messany po italskiej stronie Cieśniny Mesyńskiej. Impulsem do nawiązania kontaktów była zdradziecka napaść oddziału Decjusza na sprzymierzonych z Rzymem mieszkańców Rhegium, którzy zostali wymordowani. Między obydwoma oddziałami zawarty został układ przyjaźni.

## Walki z Pyrrusem
Pyrrus król Sycylii i Epiru pod koniec 278 p.n.e. przed przystąpieniem do oblężenia Lilibeum (Lilybaeum) lub na wiosnę 277 p.n.e. już po nieudanym oblężeniu po kilku potyczkach spacyfikował rozbójnicze działania Mamertynów, którzy zapędzali się na południe Sycylii w rejon Kamaryny i Geli pustosząc oba te miasta. Nie zostali jednak usunięci z Messany. Niepowodzenie Pyrrusa pod Lilibeum ściągnęło na Tojnona (Thoinona) dowódcę floty syrakuzańskiej podejrzenia o zdradziecką współpracę z Mamertynami lub Kartagińczykami. W roku 277 p.n.e. Mamertyni z zasadzki zaatakowali straż tylną wojsk Pyrrusa wracającego z Sycylii do Italii i zabili dwa słonie.

## Schyłek
Hieron II, następca Pyrrusa na tronie w Syrakuzach, prowadził wieloletnie walki z Mamertynami. W 269 p.n.e. rozbił ich w bitwie nad rzeką Longanos na równinie niedaleko miasta Mylae. W bitwie, według Diodora Sycylijskiego, wzięło udział 8000 piechoty i 40 (?) jazdy po stronie Mamertynów pod wodzą Kiosa oraz 10 000 piechoty i 1500 jazdy po stronie Syrakuz. Do niewoli dostał się ranny Kios, którego rany poddano leczeniu w obozie Hierona, lecz na wieść o śmierci syna Kios popełnił samobójstwo. Od całkowitej klęski uratowała Mamertynów interwencja floty kartagińskiej stacjonującej na pobliskiej Liparze pod dowództwem Hannibala, syna Giskona. W 265 p.n.e. Hieron ponownie zadał im klęskę i wkroczył do Messany, ale nie zajął twierdzy. Wtedy Mamertyni wezwali na pomoc Kartaginę, która osadziła w twierdzy swoje oddziały. Gdy Rzymianie w 264 p.n.e. w końcu zdecydowali się pomóc Mamertynom, ci skorzystali z ich pomocy, by wypędzić Kartagińczyków. Konsul Appiusz Klaudiusz Kaudeks otrzymał pełnomocnictwo od senatu i komicjów w sprawie udzielenia pomocy Mamertynom w Messanie. Konsul wysłał na wyspę oddział pod wodzą Gajusza Klaudiusza, który po uwięzieniu podstępem Hannona, bez walki usunął Kartagińczyków w twierdzy messańskiej. Stało się to bezpośrednią przyczyną wybuchu I wojny punickiej (264 p.n.e.–241 p.n.e.).

## Spuścizna
W późniejszych czasach Mamertyni znikają z kart dziejów. Miano Mamertynów zachowało się w nazwie wina mamertyńskiego eksportowanego do Rzymu, Afryki i innych miejsc. Wino to było wytwarzane w okolicy Messany. Jego amatorem według Pliniusza Starszego był Gajusz Juliusz Cezar, gdyż na bankiecie z okazji trzeciego konsulatu uzyskanego w 46 p.n.e. podał między innymi wino mamertyńskie i wspominał o nim w swoich listach. Sam Pliniusz umieszcza je na czwartej pozycji na liście najwyborniejszych win. Natomiast w opinii Strabona wino mamertyńskie było rywalem najlepszych italskich win. Zachwycał się nim też Marcjalis w jednym z epigramatów: 

Nadajcie Mamertino dowolne miano, nadajcie mu miano najlepszego z win 

 Do starożytnej tradycji i nazwy wina nawiązuje współczesna produkcja wina Mamertino di Milazzo z sycylijskiego miasta Milazzo (starożytne Mylae) położonego niedaleko Mesyny.
Mamertynami byli też w czasach Cycerona (I w. p.n.e.) i Pliniusza Starszego (I w. n.e.) nazywani mieszkańcy Messany. W oskarżycielskich mowach Cycerona przeciwko namiestnikowi Sycylii Gajuszowi Werresowi Mamertyni są przedstawieni jako wspólnicy "pirackich" zbrodni namiestnika, któremu dostarczyli statek do zagarnięcia łupów.
Pozostałością po Mamertynach są wybijane przez nich monety określane jako pentonkiony z podobizną głowy greckiego boga wojny Aresa, brodatej głowy Zeusa lub głowy Heraklesa w lwiej skórze, czy też czczonego na Sycylii boga Adranosa na awersie i byka, psa lub orła z błyskawicą w szponach, czy też bogini Ateny wspierającej się na tarczy, ewentualnie wojownika z mieczem i hoplonem na rewersie oraz napisem MAMEPTINΩN. Emisje tych monet miały miejsce do około 200 p.n.e.
Nazwa Mamertynów przetrwała w toponimii okolic współczesnej Mesyny i Kalabrii w nazwach miejscowości Galati Mamertino i Oppido Mamertina.

## Pochodzenie nazwy
Najemnicy italscy na służbie syrakuzańskiego władcy Agatoklesa nadali sobie nazwę "synowie Marsa", czyli Mamertyni, po zajęciu Messany. Relacja na temat okoliczności pojawienia się Mamertynów w Messanie jak i samej nazwy została przekazana przez Sekstusa Pompejusza Festusa, który powołuje się w dziele De verborum significatu (łac. "O znaczeniu wyrazów") na relację Alfiusa, oskijskiego historyka tworzącego w II lub I w. p.n.e., autora opisu pierwszej wojny z Kartaginą.
Wśród Samnitów wybuchła wielka zaraza, więc przywódca ludu imieniem Sthennius Mettius zwołał zgromadzenie i przekazał informację o swoim śnie, w którym Apollo nakazał poświęcenie wszystkiego co urodzi się następnej wiosny (ver sacrum), a wtedy zaraza przeminie. Tak też zrobiono, ale dwadzieścia lat później ta sama zaraza wybuchła ponownie. Po zasięgnięciu opinii Apolla okazało się, że poprzedni ślub i ofiara nie została właściwie dopełniona, gdyż nie zostały zabite dzieci, które wtedy się urodziły, lecz jeśli teraz zostaną wygnane, to zaraza się skończy. Młodzieńcy, którzy opuścili ojczyznę osiedlili się na Sycylii w miejscowości Tauricana. Tam przyszli z pomocą Messańczykom, którzy byli osłabieni nową wojną. Z wdzięczności za zasługi zostali wpuszczeni do miasta i otrzymali jego obywatelstwo. Nazwę Mamertyni otrzymali stąd, że spośród imion dwunastu bogów wylosowany został Mamers, po oskijsku Mars .
Być może powyższa wersja wydarzeń była elementem propagandy Mamertynów z okresu tuż przed wybuchem I wojny punickiej w 264 p.n.e.

## Mamertyni w literaturze
Nawiązanie do Mamertynów pojawia się w noweli Gustawa Flauberta pod tytułem Salambo traktującej o wojnie najemników z Kartaginą po zakończeniu I wojny punickiej:

Było im wesoło, że znaleźli się jak dawniej w gromadzie i maszerują po rozległej równinie, i Grecy śpiewali starą piosnkę mamertyńską:
"Lancą moją i mieczem orzę i zbieram plony, jam jest Panem domu! A człek rozbrojony do nóg mi się ściele, panem mnie nazywa i wielkim królem swym."